# Акко (місто)
А́кко, А́кка (івр. עכו — Акко, араб. عكا — Акка, дав.-гр. Aκη), Птолемаїда, історично відоме в зах. європейських мовах як Акра (Acre) та Сен-Жан-д'Акр (St. Jean d'Acre) — місто в Західній Галілеї (Ізраїль), розташоване приблизно за 18 км на північ від міста Хайфа на березі Середземного моря.
Місто вважається однією з визначних пам'яток світового масштабу і занесено до переліку міст світової спадщини ЮНЕСКО.
|  | Серед всіх міст на Сирійському узбережжі, від Антіохії і до Гази, немає ще такого міста, як Акка, чий літопис був би так насичений подіями, і немає іншого такого міста, чий вплив на долю всієї країни був би настільки великим. (Лоренс Оліфент, 1882)[джерело?] |

## Історія
Акко — одне з міст в Ізраїлі, чия історія продовжувалася без перерв понад 4 тисячі років. Місто лежало на перехресті міжнародних торгових шляхів і тому завжди було центром історії. Воно було центром зустрічей численних та різноманітних культур і стратегічним місцем для військових кампаній.
Перше забудова міста датується архегологами епохою бронзи, а саме 3-є тисячоліття до н. е. Найпершу письмову згадку про місто можна знайти у текстах єгипетської 13-ї династії. В месопотамських текстах є дані, що місто вже в бронзову добу було важливим портом. У папірусі Анастасі I кінця 13 століття до н. е. Акко названий одним з прибережних міст Ханаану. Після численних руйнувань та перебудов Акко досяг економічного розквіту під час перського правління у 5-6 ст. до н. е. В 4 ст. місто значно розбудовується, а в 3 ст. потрапляє у владу династії Птолемеїв.
Після закінчення П'ятої Сирійської війни, як і інші міста Фіникії та Палестини, місто потрапляє у залежність від Селевкідів. Елліністичний період призвів до нового економічного розквіту через масову морську торгівлю з грецькими територіями та до Італії.
Також у Старому Заповіті мова йде про Аккон (Рі 1.31 ЄС). Близько 64 року до нашої ери д'о н. е., місто було захоплено Римом та приєднано до римської провінції Сирія.
Захоплене хрестоносцями у 1104 р., 1187 року місто було завойоване Саладіном і знову захоплене Річардом I (Левове Серце) в 1191 р., знову завойоване мамлюками у 1291 р. Наполеон I Бонапарт 1799 року програв тут морський бій. Англійський воєначальник Алленбі захопив порт у 1918 р.

## Клімат
| Кліматограма Акко | Кліматограма Акко | Кліматограма Акко | Кліматограма Акко | Кліматограма Акко | Кліматограма Акко | Кліматограма Акко | Кліматограма Акко | Кліматограма Акко | Кліматограма Акко | Кліматограма Акко | Кліматограма Акко |
| --- | ----------------- | ----------------- | ----------------- | ----------------- | ----------------- | ----------------- | ----------------- | ----------------- | ----------------- | ----------------- | ----------------- |
| С | Л                 | Б                 | К                 | Т                 | Ч                 | Л                 | С                 | В                 | Ж                 | Л                 | Г                 |
| 175 18 11 | 109 18 10         | 41 21 12          | 25 15             | 5 25 17           | 0 29 22           | 0 31 24           | 0 31 26           | 3 30 23           | 25 27 18          | 94 24 15          | 185 21 13         |
| Середня макс. і мін. температури повітря (°C) Атмосферні опади (мм), за рік : 662 мм. Джерело: Акко «Israel Central Bureau of Statistics» (англ.) |                   |                   |                   |                   |                   |                   |                   |                   |                   |                   |                   |

## Визначні місця
Однією з пам'яток міста є караван-сарай Хан ель-Умдан.

## Галерея

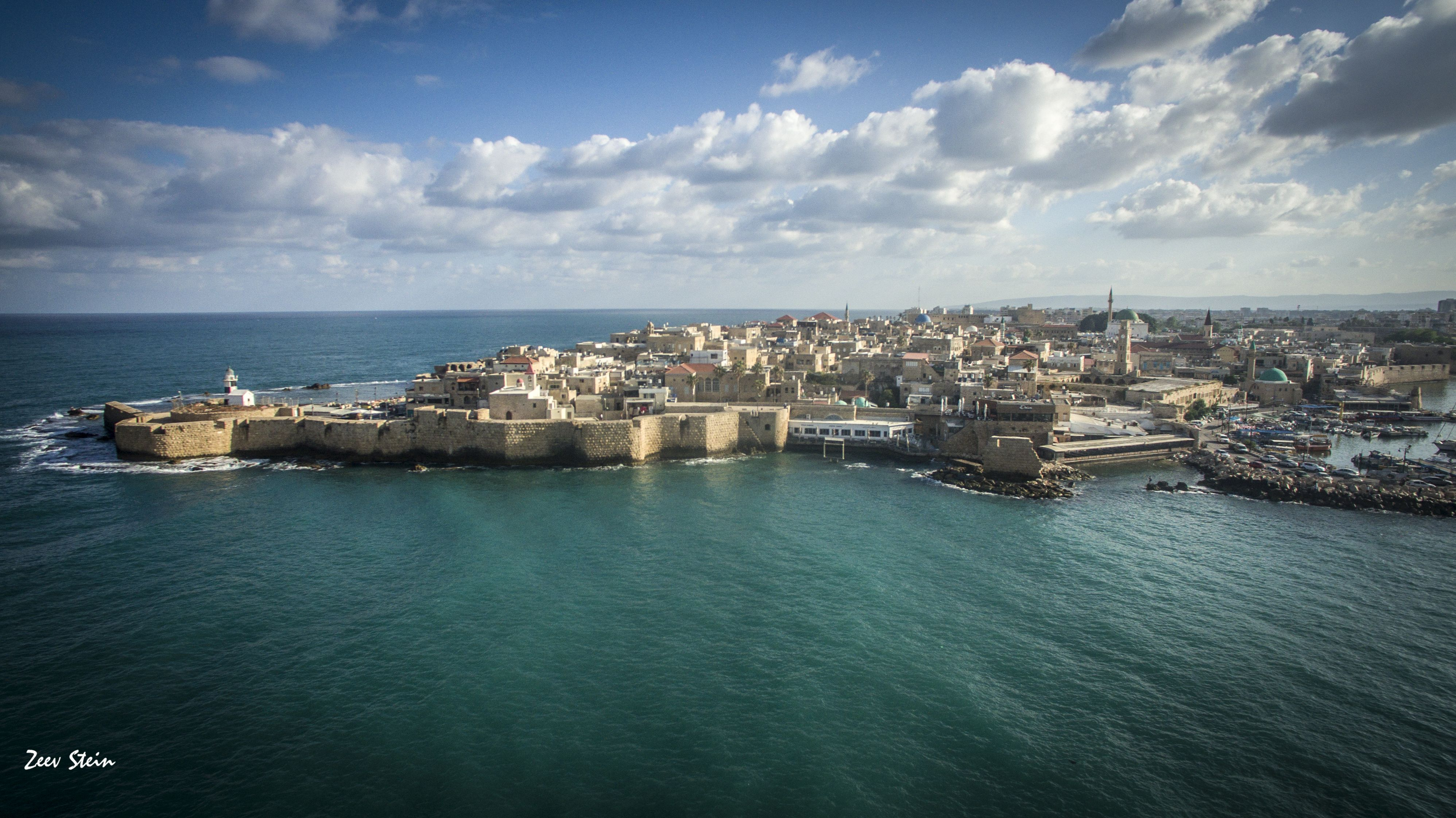
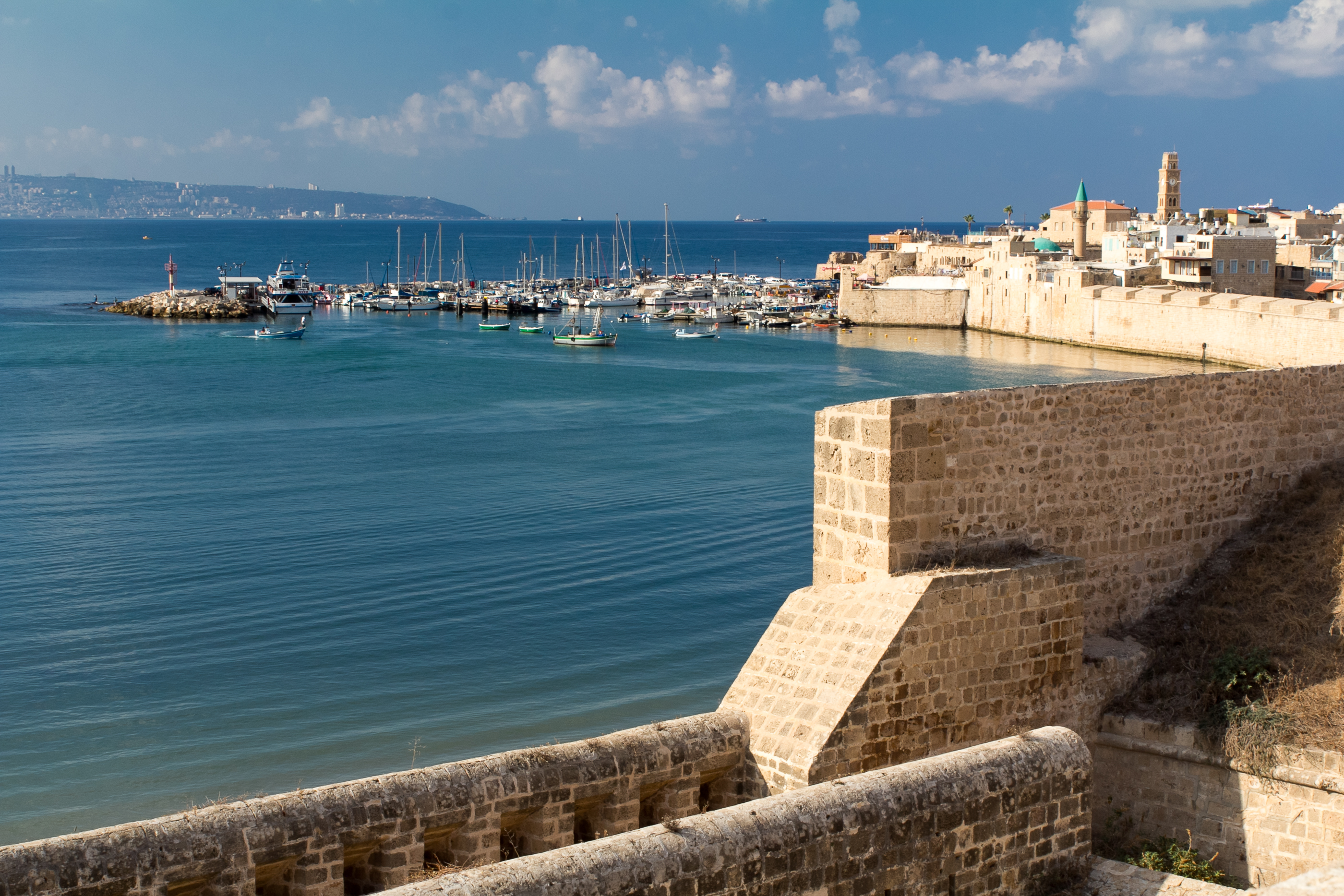
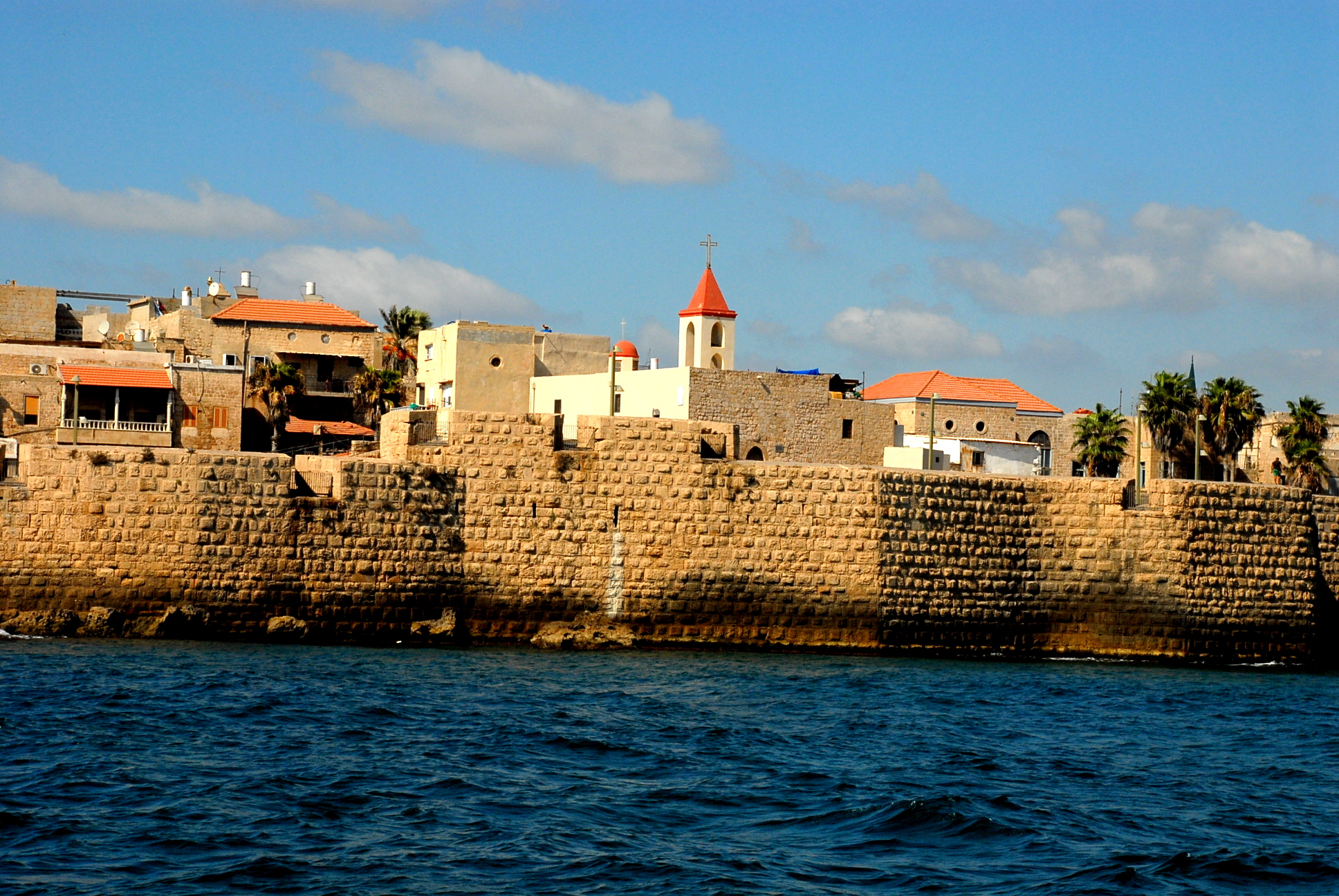
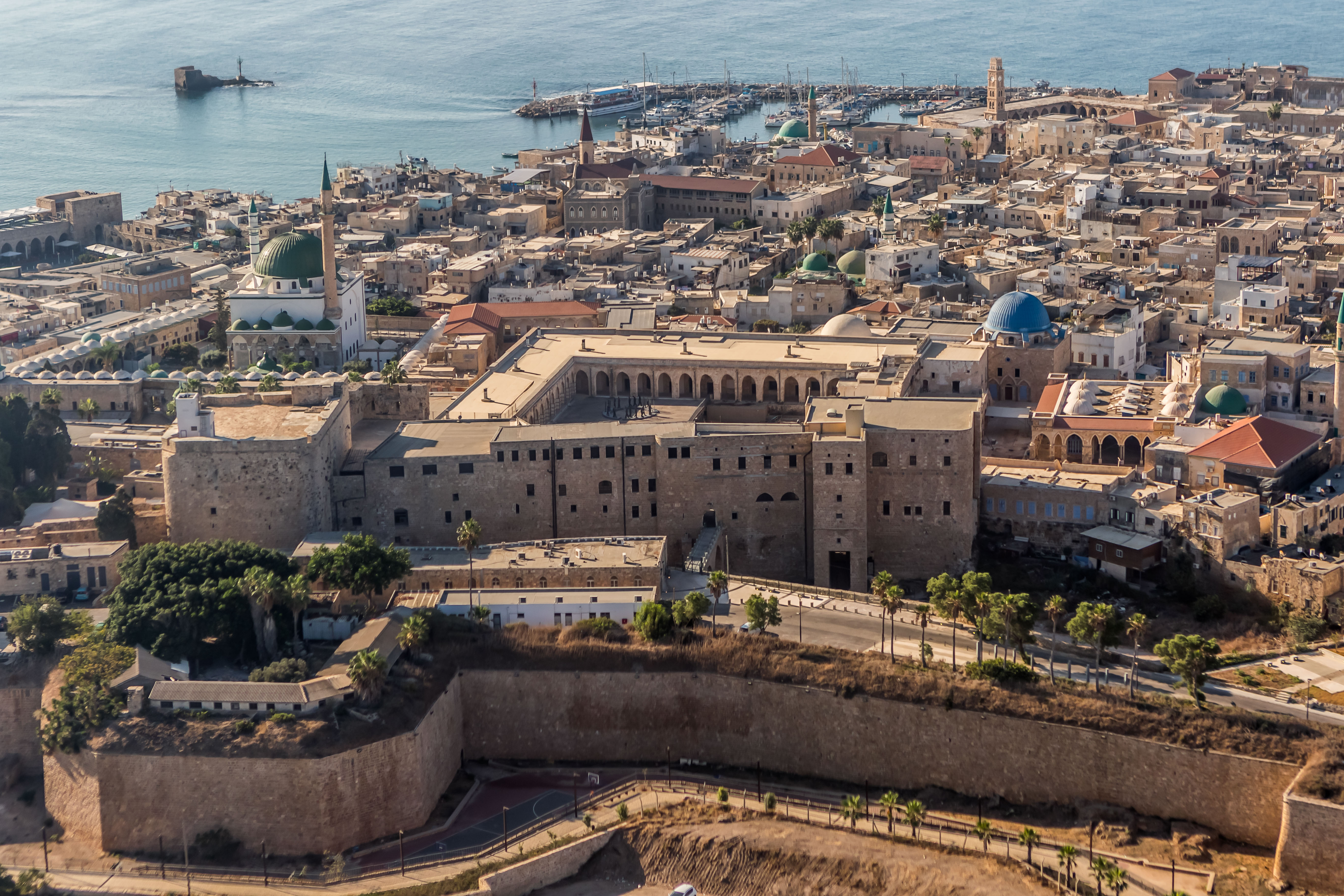
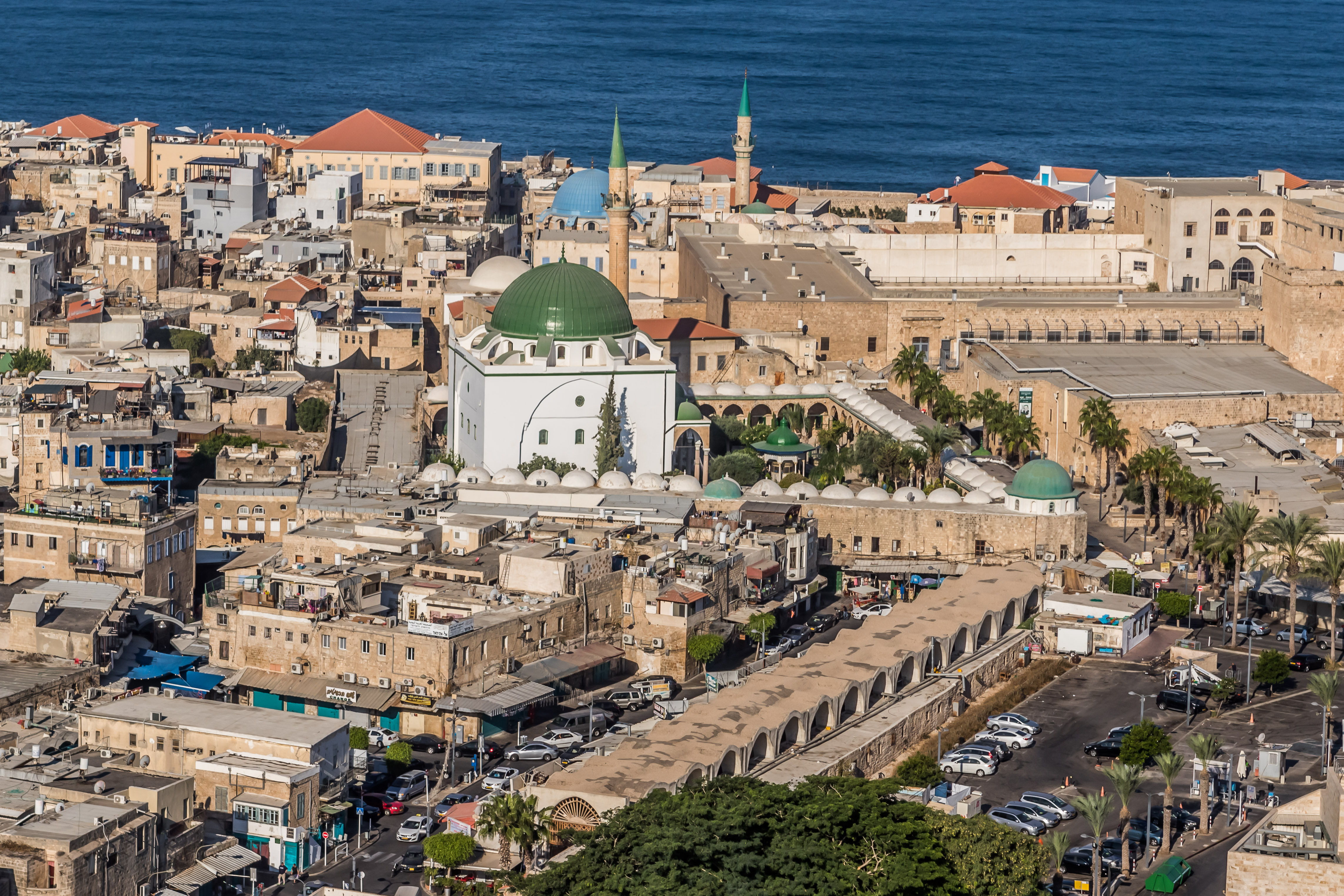

## Уродженці
- Махмуд Юсеф (* 1997) — палестинський футболіст.